# Janez Podobnik
Janez Podobnik (ur. 17 września 1959 w Cerknie) – słoweński polityk, były przewodniczący Zgromadzenia Państwowego i minister środowiska. Brat polityka Marjana Podobnika.

## Życiorys
W 1984 ukończył studia z zakresu medycyny na Uniwersytecie Lublańskim. Pracował następnie przez sześć lat jako lekarz w Idriji. W 1990 w okresie przemian zaangażował się w działalność polityczną, wstąpił do Słoweńskiej Partii Ludowej (SLS), a następnie objął stanowisko burmistrza swojej miejscowości (pierwszego niekomunistycznego od czasu zakończenia II wojny światowej).
W 1992, 1996, 2000 i 2004 był wybierany w skład Zgromadzenia Państwowego. Od 1996 do 2000 w ramach koalicji SLS z Liberalną Demokracją Słowenii pełnił funkcję przewodniczącego niższej izby parlamentu. Podczas wyborów w 1997 bez powodzenia ubiegał się o urząd prezydenta. W jedynej turze głosowania zajął drugie miejsce (dostał 18,4% głosów), przegrywając z dotychczasową głową państwa – Milanem Kučanem.
W latach 2000–2004 stał na czele parlamentarnej frakcji ludowców. W 2003 został przewodniczącym tego ugrupowania, a rok później wprowadził je do centroprawicowej koalicji rządowej. Pełnił funkcję obserwatora, a od maja do lipca 2004 wykonywał mandat posła do Parlamentu Europejskiego V kadencji. W gabinecie Janeza Janšy w latach 2004–2008 piastował funkcję ministra środowiska. W 2007 zrezygnował z kierowania partią.
W 2009 bez powodzenia ubiegał się o mandat europosła, otwierając listę wyborczą Słoweńskiej Partii Ludowej.